# Vackertjärnen (Lycksele socken, Lappland)
Vackertjärnen är en sjö i Lycksele kommun i Lappland och ingår i Öreälvens huvudavrinningsområde.